# 小龙洞回族彝族乡
小龙洞回族彝族乡是中华人民共和国云南省昭通市昭阳区下辖的一个民族乡。

## 行政区划
小龙洞回族彝族乡下辖以下村级行政区划单位：
小龙洞村、中营村、龙汛村、小米村、宁边村和小脑包村。